# Байович, Милош
Милош Байович (серб. Милош Бајовић; 13 апреля 1921, Бальци, около Билечи — 25 апреля 1944, там же) — югославский боснийский партизан времён Народно-освободительной войны Югославии, Народный герой Югославии.

## Биография
Родился 13 апреля 1921 года в селе Бальци (ныне община Билеча, Босния и Герцеговина). До войны окончил торговое училище, но не мог устроиться на работу и в итоге занялся земледелием.
На фронте Народно-освободительной войны с 1941 года. Член КПЮ с 1942 года. Был заместителем политрука в 1-м батальоне 10-й герцеговинской пролетарской ударной бригады.
Погиб 25 апреля 1944 в боях в родном селе.
Указом Иосипа Броза Тито от 24 июля 1953 посмертно награждён орденом и званием Народного героя Югославии.